# La Madone Northbrook
La Madone Northbrook est un tableau réalisé vers 1505 par un peintre italien non identifié, possiblement Domenico Alfani. Cette huile sur panneau de format vertical est une Vierge à l'Enfant devant un paysage vallonné. Longtemps attribuée à Raphaël, elle est nommée en référence à une ancienne collection privée anglaise. Depuis un legs en 1940, elle est conservée au Worcester Art Museum, à Worcester, dans le Massachusetts, aux États-Unis.